# Josef Klíma (orientalista)
Josef Klíma (16. listopadu 1909 Vídeň – 30. listopadu 1989 Praha) byl český asyriolog, historik klínopisného práva starého Předního východu, překladatel ze sumerštiny a akkadštiny.

## Biografie
Narodil se ve Vídni v české rodině. Jeho otec JUC. Alois Klíma (* 17. srpna 1866 ve Chvatěrubech) byl ministerským úředníkem (k. k. Ministerial Oberkomissar des Wiener Handelsministeriums). Matka Marie Klímová, roz. Iserlová, se narodila 24. března 1876 v Hradišti u Blovic (kde byl její otec Franz Iserle důchodním na panství hraběte Eduarda Pálffyho).
Josef Klíma začal v září 1915 ve Vídni chodit do soukromé české školy. V listopadu 1918 rodina odjela do Čech, v květnu 1919 našla definitivní bydliště v Praze. Od září 1920 studoval na 1. českém reálném a vyšším gymnasiu v Křemencově ulici. Zde ho ovlivňovali jeho vyučující – třídní prof. historik Čeněk Chyský, orientalista dr. Felix Tauer a zejména prof. latiny Václav Niederle – ten vodil gymnazisty na přednášky Bedřicha Hrozného, Františka Lexy, Jana Rypky a Vincence Lesného. V roce 1928 složil maturitu s rozšířenými zkouškami z latiny, řečtiny a francouzštiny.

## Studia
V letech 1928–1932 studoval na Právnické fakultě Univerzity Karlovy v Praze (promoce 16. prosince 1932, promotor prof. Otakar Sommer) a od 1932 i na Filozofické fakultě UK, kde poslouchal přednášky Bedřicha Hrozného. Na německé univerzitě v Praze od roku 1930 studoval babylonské, asyrské a chetitské právní texty u M. San Nicolòa a Paula Koschakera; byl mimořádným žákem Teologické fakulty u profesora Václava Hazuky. V letech 1932–1939 byl neplaceným asistentem u O. Sommera, přičemž dále studoval klasickou filologii a dějiny antických zemí (1932–1936). Své znalosti prohluboval ve třech zahraničních sférách – italské (Řím, Bologna, Benátky), francouzské (v Paříži u překladatele Chammurapiho zákoníku Jean-Vincenta Scheila) a německé (Berlín, Mnichov, v Lipsku u Benno Landsbergera).

## Odborná knihovna a styky
Mnozí posluchači semináře v Lipsku zůstali jeho celoživotními přáteli – prof. biblistiky v Amsterodamu Martin Beek, J. J. Stamm z Bernu, Rudolf Ranoszek z Varšavy, A. Salonen z Helsinek, F. R. Kraus z Leidenu, domácí H. S. Schuster a H. Petschow, o rok starší český kolega asyriolog (filolog) Lubor Matouš. Postupně navazoval desítky a desítky dalších známostí a přátelství, to mu umožnilo mj. získávat darem či složitou výměnou publikace odborné literatury. (Část knižního fondu z pozůstalosti Josefa Klímy byla začleněna do knihovny Ústavu starého Předního východu a srovnávací jazykovědy FF UK – čítá kolem 800 svazků monografií a periodik a asi 2000 separátů, téměř kompletně je zde zastoupena základní klínopisná literatura.)

## Vědecká práce a omezení politickou situací
V roce 1935 se stal neplaceným členem Orientálního ústavu v Praze, asyriologie je však pro něho „soukromým koníčkem“. Finančně byl v letech 1935–1950 (s přestávkami) zajištěn jako právní úředník (auskultant) finanční prokuratury. Snahy o habilitaci přerušila druhá světová válka, jeho habilitační práce o starobabylonském dědickém právu byla přijata až roku 1947 (venia docendi pro obor starověkých dějin právních uděleno 6. 11. 1947). Na Právnické fakultě UK mohl vyučovat jenom do politických čistek po převratu 1948. Poté ještě dva roky přednášel na Filozofické fakultě (kulturní a hospodářské dějiny starověkého Orientu) v součinnosti s prof. Hrozným. Politické změny ve vlasti se projevovaly stále výrazněji, záhy byl omezen styk se zahraničím – to ztěžovalo účast na kongresech v cizině i získávání zahraniční literatury. Období mírnější a tužší represe se budou v dalších čtyřiceti letech několikrát opakovat, J. Klíma s velkou energií využíval každé skuliny v předpisech.
7. října 1950 byl jmenován činným vědeckým pracovníkem Orientálního ústavu ČSAV a věnoval se stále intenzívněji jen vědecké práci. Po smrti Bedřicha Hrozného byl 4. září 1953 pověřen vedením oddělení Předního východu v Orientálním ústavu; působil zde až do nuceného odchodu do důchodu 1. července 1971. Během své činnosti v Orientálním ústavu si vybudoval pozici mezinárodně uznávaného odborníka. K tomu přispělo i jeho vynikající jazykové vybavení – plynně hovořil německy, francouzsky, italsky, anglicky, slovensky; samozřejmě ovládal latinu, starořečtinu a novořečtinu, velmi dobře se domluvil polsky a rusky; v zahraničí a při styku s cizinci se snažil mluvit jejich jazykem, např. španělsky, portugalsky, maďarsky.

## Mezinárodní působení
Byl jedním z organizátorů asyriologické konference (a jejím tajemníkem) v Dobříši 20. – 25. června 1949, zde začalo každoroční setkávání všech asyriologů (Rencontre Assyriologique Internationale – RAI). Kromě RAI se účastnil i jiných mezinárodních setkání – kongresů SIDA (SIHDA), kongresů německých historiků, setkání odborníků socialistických zemí (ŠULMU), Société Jean Bodin ap. Byl zván i individuálně k přednáškám, např. v Paříži (Sorbonna), v Amsterodamu, Leidenu, Lutychu, Štýrském Hradci, ve Vídni, Krakově a Lipsku. V rámci velkých kongresů navštívil Řím, Paříž, Rennes, Londýn, Amsterodam, Leiden, Mnichov, Vídeň, Varšavu, Budapešť, Lipsko, Leningrad, Moskvu (1960, předsedá asyriologické sekci), Namur, San Sebastián, Fribourg, Münster, Würzburg. V roce 1954 a 1958 byl hostujícím profesorem právnické fakulty Varšavské univerzity. Do ciziny jezdil většinou jako individuální turista, náklady na cesty a ubytování si hradil sám za přispění svých přátel či pořadatelských organizací.

## Světové uznání
Jeho vědecká práce byla oceněna především v zahraničí. V Krakově mu byl 9. května 1964 udělen doktorát honoris causa Universitatis Iagellonicae. V Lutychu obdržel 5. dubna 1968 medaili Université de Liège. V roce 1970 byl jednomyslně zvolen stálým členem-korespondentem Académie des Inscriptions et Belles-Lettres (Institut de France) v Paříži (jako druhý Čechoslovák po Bedřichu Hrozném). Byl členem Comité de Direction de la Revue Internationale des Droits de l´Antiquité (Brusel) a Comitato Scientifico Internazionale di IVRA (Catania); členem komise pro vydávání klínopisných textů Bavorské akademie věd. Byl členem redakční rady Archivu orientálního (organizuje pětisvazkové tzv. Symbolae Hrozný jako suplement AO), Nového Orientu, New Orient Bimonthly.

## Publikační činnost
Spolupracoval s bibliografickými středisky pro výzkum antického práva v Římě a v Paříži a napsal řadu hesel do Reallexikon der Assyriologie und der Vorderasiatischen Archäologie (Berlin). V mnoha zahraničních časopisech a sbornících publikoval řadu studií, encyklopedických hesel, bibliografických údajů, článků a recenzí v asyriologických a juristických periodikách.
Soustavně se zabýval otázkami právních dějin a společnosti starověké Mezopotámie. Kromě vědecké práce a překladatelské činnosti se věnoval popularizaci výsledků výzkumu starého Předního východu i ve své vlasti. Svými články přispíval do časopisů (Dějiny a současnost, Naše věda, Věda a život, Vlasta aj.), neúnavně soukromě přednášel pro Orientalistickou společnost (v Náprstkově muzeu či ve Středočeském muzeu v Roztokách). V dalších městech Čech a Moravy měl v letech 1955–1985 desítky přednášek s diapozitivy a besed na školách i pro veřejnost. (Mimoděk tak získává pro svůj obor i antiku vůbec následovníky – vděčně se k němu hlásil klasický filolog Bubeník; inspiraci Klímových přednášek pro volbu oboru uvede po letech i Blahoslav Hruška.)
V únoru 1972 vystupoval v Československé televizi v pořadu Kolébka civilizace (o Mezopotámii, Sumerech, archeologii a kultuře zaniklé civilizace – uváděla Marta Heinová). Do poloviny 70. let externě přednášel několik semestrů na Pedagogické fakultě UK, přednášky byly pojaty do učebnice Základy etopedie.

## Soukromý život
V roce 1937 se Josef Klíma oženil s Věrou Erbenovou (nar. 1914, gymnaziální profesorka latiny a francouzštiny). Měli tři děti (PhDr. Pavel Klíma, CSc., nar. 1940; Mgr. Jiří Klíma, nar. 1942; Ing. Ludmila Tylová, nar. 1945). Manželství bylo v roce 1956 rozvedeno, Josef Klíma si v roce 1959 vzal PhDr. Dagmar Rychnovou, CSc. (nar. 1926, etnografka a folkloristka). Vedle vědy bylo od mládí jeho největší zálibou cestování a pěší turistika, zejména vysokohorská. Poznal snad všechny kouty Československa a mnoho krajin a měst v Evropě. Miloval přírodu, měl velké znalosti fauny i flory (i mnoha jiných oborů). Nikdy nebyl členem žádné politické strany. Zemřel v Praze čtrnáct dní po svých 80. narozeninách.

## Výběrová bibliografie
Jeho bibliografie in Blahoslav Hruška – Jiří Prosecký: Josef Klíma. Bibliographie 1930–1988. Altorientalische Forschungen 17/1, 1990, s. 191-219 obsahuje 498 položek.

### Knihy
- Untersuchungen zum altbabylonischen Erbrecht, Monographien des Archiv orientální, sv. 8, Praha 1940;
- Querella inofficiosi testamenti. Příspěvek k vývoji nepominutelných práv dědických, Praha 1947;
- Odkazy v římském právu, Praha 1948;
- Zákony Chammurapiho, Praha 1954;
- Prawa Hammurabiego, Warszawa 1957;
- Společnost a kultura starověké Mezopotámie, Praha 1962, 2. vyd. 1963, německy Praha 1964, rusky Praha 1967, španělsky Madrid 1980, maďarsky Budapešť - Bratislava 1983;
- (s G. Cardasciou), Introduction bibliographique ą l'histoire du droit et ą l'ethnologie juridique. A/2: Droits cunéiformes, Bruxelles 1966;
- (s J. Cvetlerem), Stát a právo předřímských společností. (Egypt, Klínopisná práva, Řecké státy), Brno 1971;
- Lidé Mezopotámie. Cestami dávné civilizace a kultury při Eufratu a Tigridu, Praha 1976, slovensky Bratislava 1988;
- Nejstarší zákony lidstva. Chammurapi a jeho předchůdci, Praha 1979;
- Zákony Asýrie a Chaldeje. Pokračovatelé Chammurapiho, Praha 1985;
- Prawa Hammurabiego, Kraków 2019.

Překlady
- Kramer, S. N.: Historie začíná v Sumeru. Z nejstarších záznamů o projevech lidské kultury, Praha 1961, 2. vyd. 1966.

### Články
- Zur Entziehung des Erbrechtes im altbabylonischen Recht, in: Festschrift Paul Koschaker, Bd. 3, Weimar 1939: 80-93;
- La base religieuse et éthique de l'ordre social dans l'Orient ancien, ArOr 16 (1948): 334-356;
- Über neuere Studien auf dem Gebiete des Keilschriftrechtes I-II, ArOr 18 (1950): 525-538, 651-666;
- Einige Bemerkungen zur Bedeutung der "nicht-juristischen" Bestandteile der altbabylonischen Gesetzeswerke, Journal of Juristic Papyrology (Warszawa) 5 (1951): 161-186;
- Einige Bemerkungen zum Sklavenrecht nach den vorhammurapischen Gesetzesfragmenten, ArOr 21 (1953): 143-152;
- Über neuere Studien auf dem Gebiete des Keilschriftrechtes IV, ibid.: 604-640;
- Bibliographisches zum Keilschriftrecht III, Journal of Juristic Papyrology 9-10 (1955-56): 431-475;
- Přínos české vědy, in: Lipin, L. - Belov, A., Hliněné knihy, Mladá fronta, Praha 1956;
- Untersuchungen zum ugaritischen Erbrecht, ArOr 24 (1956): 356-374; Die Stellung der ugaritischen Frau, ArOr 25 (1957): 313-333;
- Donationes mortis causa nach den akkadischen Rechtsurkunden aus Susa, in: Festschrift Johannes Friedrich, Heidelberg 1959: 229-259;
- Untersuchungen zum elamischen Erbrecht, ArOr 28 (1960): 5-54;
- Neuere Forschungen über die materielle Kultur Mesopotamiens, ArOr 35 (1967): 275-282;
- L'ordalie par le fleuve en Élam, Revue d'assyriologie et d'archéologie orientale (Paris) 66 (1972): 39-59;
- Im ewigen Banne der muškenu-Problematik? Acta antiqua Academiae Scientiarum Hungaricae (Budapest) 22 (1974): 267-274;
- La communauté rurale dans la Babylonie Ancienne, in: Les communautés rurales. Deuxième partie: Antiquité, Recueils de la Société Jean Bodin 41, Paris 1983: 107-132.